# Jean Pichat
Pour les articles homonymes, voir Pichat.
Jean Pichat, né le 16 juin 1913 à Zaghouan et Mort pour la France le 28 janvier 1942 à Tobrouk, est un ingénieur, militaire et résistant français, Compagnon de la Libération. 

## Biographie

### Jeunesse et formation
Fils d'un exploitant agricole installé en Tunisie, Jean Pichat naît le 16 juin 1913 à Zaghouan. Après des études secondaires au lycée Janson-de-Sailly de Paris, il intègre l'École nationale supérieure des mines à Saint-Étienne en 1935,. Il obtient son diplôme d'ingénieur des mines en 1938 et part aussitôt effectuer son service militaire dans les rangs du 34e bataillon du génie à Tunis. Sélectionné pour suivre les cours d'élève officier de réserve, il est promu sous-lieutenant et affecté au 4e régiment du génie en septembre 1939.

### Seconde Guerre mondiale
Retenu dans l'armée du fait du déclenchement de la Seconde Guerre mondiale, Jean Pichat est envoyé à Beyrouth au sein de l'Armée du Levant. Refusant l'armistice du 22 juin 1940, il s'évade vers la Palestine et, engagé dans les forces françaises libres, est affecté au 1er bataillon d'infanterie de marine (1er BIM). Promu lieutenant, il se distingue lors de la campagne d'Érythrée en s'emparant d'un fort et en faisant de nombreux prisonniers lors de la bataille de Massaoua. En juin 1941, il participe à la campagne de Syrie après avoir été promu capitaine le mois précédent puis, en janvier 1942, il est engagé dans la guerre du désert en Libye où le 1er BIM est subordonné à la 1re brigade française libre du général Kœnig.
Le 28 janvier 1942, lors d'un transfert à proximité de Tobrouk, le convoi de Jean Pichat fait un arrêt pour permettre le passage d'une colonne britannique,. Alors qu'il traverse la route, il est renversé par la remorque d'une pièce d'artillerie et meurt de ses blessures,. Il est inhumé au cimetière militaire français de Tobrouk.

## Décorations
|  |  |  |  |  |  |
|  |  |  |  |  |  |

| Chevalier de la Légion d'Honneur                                     | Chevalier de la Légion d'Honneur | Chevalier de la Légion d'Honneur | Compagnon de la Libération Par décret du 9 juin 1942 | Compagnon de la Libération Par décret du 9 juin 1942 | Compagnon de la Libération Par décret du 9 juin 1942 | Médaille de la Résistance française Avec rosette | Médaille de la Résistance française Avec rosette | Médaille de la Résistance française Avec rosette |
| Médaille commémorative des services volontaires dans la France libre |                                  |                                  |                                                      |                                                      |                                                      |                                                  |                                                  |                                                  |

## Hommages
- À Paris, son nom figure sur le monument commémoratif des anciens élèves du lycée Janson de Sailly[3].
- À Saint-Étienne, son nom est inscrit au livre d'or des anciens élèves de l'École Nationale Supérieure des Mines[6].